# フェラーリの鷹
『フェラーリの鷹』（イタリア語: Poliziotto sprint）は、1977年製作のイタリア映画。日本では1978年に初公開され、2018年にはリバイバル公開された。
リュック・ベッソン製作の『TAXi』シリーズに大きく影響を与えたといわれ、カーマニアの間でカルト化している作品。「マカロニ・ウエスタンのクルマ版」と評されることがある。主な登場車両はフェラーリ250GTE 2+2とシトロエン・DS。

## キャスト
| 役名               | 俳優                       | 日本語吹替                                                                        |
| 役名               | 俳優                       | 日本テレビ版                                                                      |
| ------------------ | -------------------------- | --------------------------------------------------------------------------------- |
| パルマ             | マウリツィオ・メルリ       | 青野武                                                                            |
| タリアツェッリ部長 | ジャンカルロ・スブラジア   | 青木義朗                                                                          |
| ドッセナ           | アンジェロ・インファンティ | 森川公也                                                                          |
| フランチェスカ     | リリー・カラーチ           | 土井美加                                                                          |
| ピストーネ         | グラウコ・オノラート       | 坂口芳貞                                                                          |
| 不明 その他        |                            | 塩見竜介 阪脩 峰恵研 仲木隆司 千田光男 広瀬正志 村松康雄 藤本譲 北村弘一 二又一成 |
|                    |                            |                                                                                   |
| 演出               |                            |                                                                                   |
| 翻訳               |                            |                                                                                   |
| 効果               |                            |                                                                                   |
| 調整               |                            |                                                                                   |
| 制作               | 制作                       | コスモプロモーション                                                              |
| 解説               | 解説                       | 水野晴郎                                                                          |
| 初回放送           | 初回放送                   | 1981年5月20日 『水曜ロードショー』                                                |

※日本語吹替はBDに収録